# Phyllophaga foveicollis
Phyllophaga foveicollis är en skalbaggsart som beskrevs av Bates 1888. Phyllophaga foveicollis ingår i släktet Phyllophaga och familjen Melolonthidae. Inga underarter finns listade i Catalogue of Life.